# Lance (Schiff, 1941)
HMS Lance (G87) (engl. für Lanze) war einer der acht am 31. März 1938 bestellten britischen Zerstörer der neu entwickelten L-Klasse der Royal Navy. Der bei Yarrow Shipbuilders gebaute Zerstörer wurde im Mai 1941 abgeliefert. Die Lance gehörte zu den vier Schiffen der Klasse, die mit vier 102-mm-L/45-Mk.XVI-Doppellaffetten fertig gestellt wurden und nicht die für die Klasse neuentwickelten 120-mm-Mk.XI-Geschütze erhielt.
HMS Lance wurde im Zweiten Weltkrieg mit den Battle Honours Mediterranean 1941 und Malta Convoys 1941–42 ausgezeichnet.

## Geschichte
Die Lance wurde am 1. März 1939 bei Yarrow Shipbuilders in Glasgow-Scotstoun auf Kiel gelegt. Der Stapellauf des zweiten Schiffes der Royal Navy mit diesem Namen erfolgte am 28. November 1940. Zuvor hatte ein 1912 bis 1914 bei Thornycroft gebauter Zerstörer der L-Klasse von 1913 den Namen Lance bis zum Abbruch 1921 geführt. Diese Lance gilt als das Schiff der Royal Navy, das im Ersten Weltkrieg den ersten Schuss abgab, als sie den deutschen Minenleger Königin Luise in der Themsemündung stoppte.
Die Indienststellung der neuen Lance bei der britischen Marine fand am 13. Mai 1941 statt. Sie gehörte zu den vier Booten, die abweichend vom ursprünglichen Plan nicht die für die Klasse vorgesehenen sechs 120-mm-Mark-XI-Geschützen in neu entwickelten Zwillingslafetten erhielt, sondern als Hauptbewaffnung mit bewährten 102-mm-Mark-XVI-Zwillingsgeschützen ausgerüstet wurden. Sie erhielten vier anstatt der drei Doppelgeschütze des Ursprungsplans. Dazu wurde der Heckaufbau verändert und beide Zwillingsgeschütze erhöht aufgestellt.

## Einsätze

### Heimatgewässer
Nach der Indienststellung wurde die Lance der 4. Zerstörerflottille der Home Fleet in Scapa Flow zugeteilt.
Am 22. Mai 1941 eskortierte sie das Schlachtschiff King George V bei seiner Suche nach dem deutschen Schlachtschiff Bismarck. Schon kurz nach dem Verlassen der Basis erlitt sie einen Maschinenschaden und kehrte zur Reparatur nach Scapa Flow zurück. Am 26. Mai schloss sie sich der Suchgruppe wieder an und begleitete die King George V nach der Versenkung der Bismarck zurück in die Heimat.
Im Juni wurde sie der in Greenock stationierten 11. Begleitgruppe zugeteilt. Am 22. Juni begleitete sie zusammen mit dem Schwesterschiff Legion den Flugzeugträger Furious im Rahmen einer Flugzeuglieferung für Malta durch den Atlantik nach Gibraltar, wo sie bei der „Force H“ die „abgefahrenen“ F-Klasse-Zerstörer Fearless und Foxhound ersetzten. Sie blieb für den Rest des Monats im Mittelmeer und eskortierte die Ark Royal und andere Einheiten der Mittelmeerflotte nach Malta. Im Juli kehrte sie nach Greenock zurück und nahm ihre Aufgaben in der Begleitung und im Schutz von Konvois wieder auf. Den August 1941 verbrachte sie mit der Begleitung von Konvois durch die Gewässer vor der Nordwestküste Englands, ehe sie am Monatsende nach Gibraltar zurückkehrte, um dort ähnliche Aufgaben zu übernehmen.

### Mittelmeer

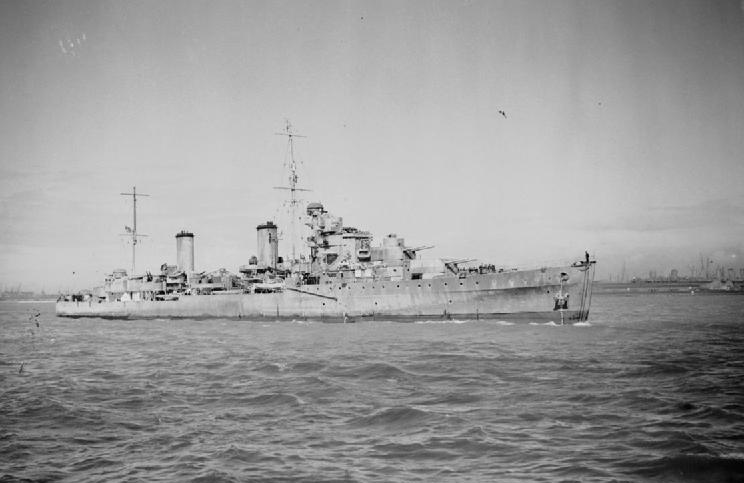
Aurora, das Flaggschiff der Force K

Anfang September begleitete Lance die Ark Royal auf zwei Vorstößen ins Gebiet südlich der Balearen, die dort Hurricane-Jäger nach Malta startete. Zur Sicherung des Trägers beim ersten Vorstoß gehörten noch die Schwesterschiffe Gurkha und Lively, der Zerstörer Forester sowie der Kreuzer Hermione. Am zweiten Vorstoß waren zusätzlich der Träger Furious, das Schlachtschiff Nelson sowie die Zerstörer Zulu, Foresight und Legion beteiligt. Insgesamt wurden bis zum 13. etwa 50 neue Hurricane nach Malta eingeflogen.
Ab 24. September war die Lance an der Sicherung des Konvois GM.2 von Gibraltar nach Malta beteiligt (Operation Halberd (Hellebarde)). Zur Sicherung von neun Transportern waren zwei von der Force H und der Verstärkungen der Home Fleet gebildete Deckungsgruppen mit der Ark Royal, drei Schlachtschiffen, fünf Kreuzer, sechzehn Zerstörern, darunter neben der Lance ihre Schwesterschiffe Gurkha, Legion und Lively sowie Laforey und Lightning mit der 120-mm-Bewaffnung. Gleichzeitig liefen drei leere Transporter aus Malta ungesichert den anmarschierenden Verbänden entgegen. Im Verlauf der Operation wurden der Konvoi und die Deckungsgruppen zwischen dem 26. und dem 27. September sowohl aus der Luft als auch durch U-Boote permanent angegriffen, am 28. September erreichten aber schließlich acht Transporter Malta. Nur der Transporter Imperial Star wurde beschädigt selbst versenkt, um Geschwindigkeit und Geschlossenheit des Verbandes zu erhalten. Dazu gingen vier Bordflugzeuge der Ark Royal verloren.

Nach diesem erfolgreichen Einsatz kehrte die Lance mit den anderen Schiffen der Flotte nach Gibraltar zurück. Dort wurde sie einer Wartung unterzogen, die vom 1. bis zum 12. Oktober dauerte.
Am 14. Oktober 1941 lief die Force H mit dem Schlachtschiff Rodney, der Ark Royal, Hermione und sieben Zerstörern wieder nach Osten und startete am 18. vom Träger aus 450 sm Entfernung elf Albacore- und zwei Swordfish-Torpedobomber nach Malta (Operation Callbay). Mit dem Verband lief eine neue Force K, die mit den Kreuzern Aurora, Penelope und den Zerstörern Lance und Lively nach Malta verlegte, wo sie am 21. Oktober eintraf. Die Aufgabe der Force K war neben der Sicherung der Nachschubkonvois für Malta auf dem Schlussabschnitt, der Angriff auf Geleitzüge der Achsenmächte nach Nordafrika. Die beiden ersten Suchverstöße in der Nacht vom 25. zum 26. Oktober und am 1./2. November hatten keinen Erfolg.
Am 9. November griff die Force K mit den beiden Kreuzern und Lively und Lance den italienischen Konvoi Beta aus den fünf Frachtern Duisburg (7389 BRT, 1926 Hapag), Maria (6339 BRT), Rina Corrado (5180 BRT), Sagitta (5153 BRT) und San Marco (3113 BRT) sowie den beiden Tankern Minatitlan (7599 BRT) und Conte di Misurata (5014 BRT) an, der von den sechs italienischen Zerstörern gesichert wurde. Geführt von der Maestrale bildeten deren Schwesterschiffe Gregale und Libeccio, die ähnliche Alfredo Oriani sowie die etwas älteren Fulmine und Euro den Sicherungsverband. Der Geleitzug lief von Neapel durch die Straße von Messina nach Tripolis. Zur Sicherung folgte dem Geleitzug noch eine Deckungsgruppe mit den Schweren Kreuzern Trento und Trieste sowie vier Zerstörern der Soldati-Klasse aus Messina. Am 8. November entdeckte ein Maryland-Bomber der 69. RAF-Squadron aus Malta den Geleitzug östlich von Malta und die alarmierte Force K lief aus und fand den Geleitzug mit ihren Radargeräten und griff ihn kurz nach Mitternacht 135 sm östlich von Syrakus an. Geführt von der Aurora folgten Lance, Penelope und Lively. Aurora traf mit ihren ersten drei Salven den Zerstörer Grecale am Ende des Konvois, der antriebslos und brennend liegen blieb. Dann konzentrierten die beiden Kreuzer ihr Feuer auf das Spitzenschiff Maestrale. Dort glaubte man anfangs, bei den sich nähernden Schiffen handele es sich um die eigene Deckungsgruppe und man werde aus der Luft angegriffen. Als man den Irrtum erkannte, konnte man keine Befehle mehr kommunizieren, da Antennen und Funk durch den Beschuss ausgefallen waren. Die auf der Seite des Angriffs sichernden Zerstörer Fulmine und Euro erkannten die Lage richtig und versuchten die britischen Schiffe anzugreifen. Fulmine sank nach mehreren Treffern von Penelope und Lance. Euro erhielt sechs Treffer, wobei die 152-mm-Granaten der Kreuzer den leichten Zerstörer glatt durchschlugen. Die Briten konzentrierten sich auf die Vernichtung der Transporter und Tanker des Geleitzuges, der weiterhin in Doppelreihe weiterlief und dessen sieben Schiffe alle versenkt wurden. Das Feuer der Sicherungseinheiten wurde nur erwidert, wenn es bedrohlich erschien. Torpedos wurden von italienischer Seite nicht eingesetzt, da man fürchtete, eigene Schiffe zu treffen. Die nur wenig zurückstehende italienische Deckungsgruppe schloss zum Konvoi auf und griff mit den Schweren Kreuzern in das Gefecht ein. Sie lief um das Geleit genau wie die Angreifer und konnte nicht wirksam eingreifen, da der eigene Geleitzug immer zwischen ihnen blieb, bis die Force K nach der Vernichtung der Transporter mit Höchstfahrt nach Malta ablief. Keine der über 200 verschossenen Granaten der schweren Geschütze der italienischen Kreuzer traf ins Ziel.

Das auch als Schlacht um den Duisburg-Konvoi bezeichnete Gefecht führte zur Vernichtung von über 35.000 t Material für die Panzergruppe Afrika, darunter 389 Fahrzeuge und 17.500 t Treibstoff, darunter auch Flugbenzin für die deutsche Luftwaffe und über 200 Soldaten.

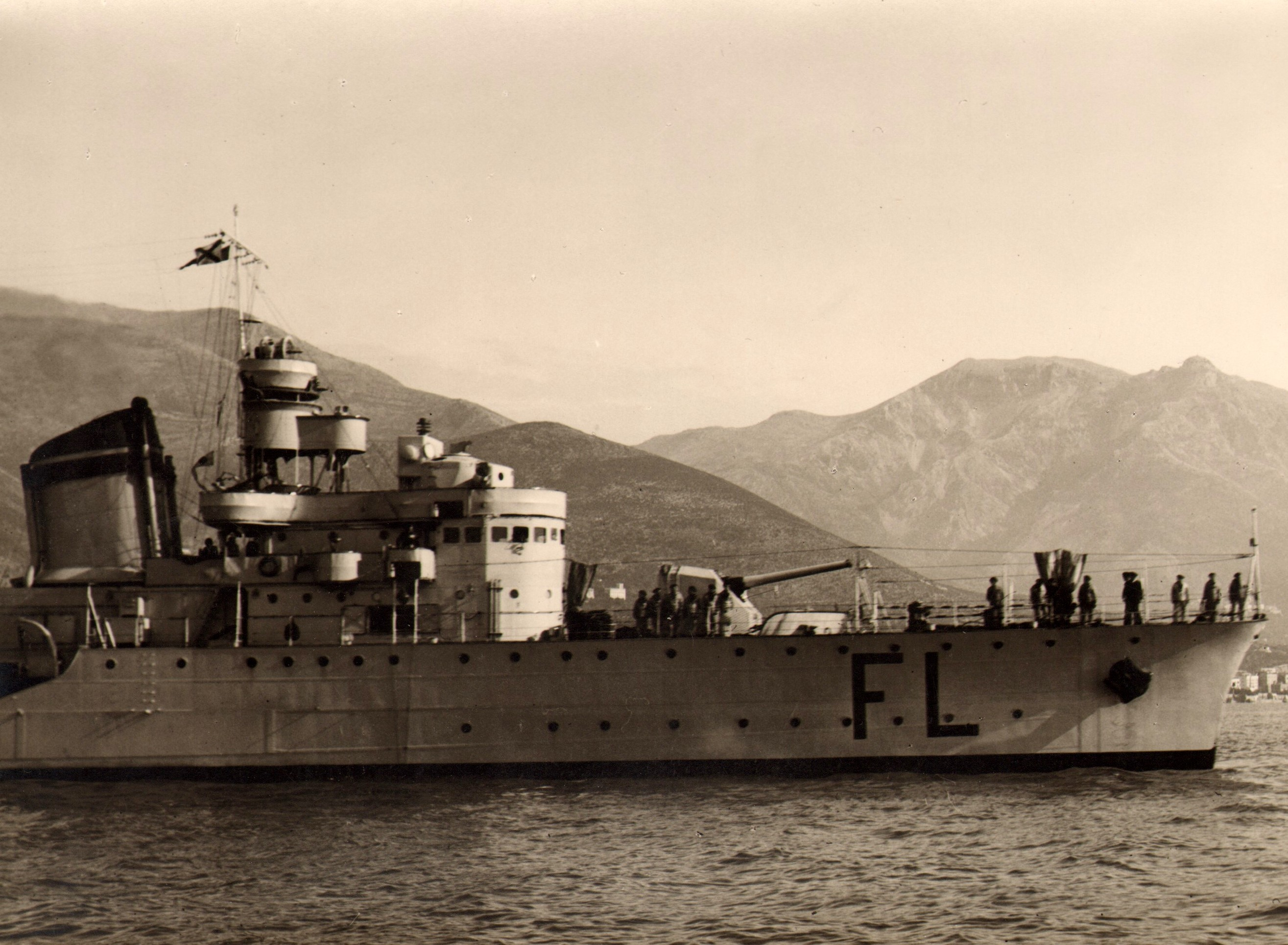
Der Zerstörer Fulmine

Der totale britische Erfolg wurde durch die britische Funkaufklärung ermöglicht, die exakte Angaben zum Geleitzug und seiner Nahsicherung hatte. Der Fernaufklärer wurde gezielt eingesetzt, um den Einbruch in den gegnerischen Funkverkehr zu verschleiern. Im Nachtgefecht waren die britischen Einheiten überlegen, weil sie sich mit Hilfe von Radar unbemerkt in eine günstige Angriffsposition manövrieren und den Geleitzug gezielt zusammenschießen konnten. Dazu kamen Fehleinschätzungen der italienischen Befehlshaber, die zu wenig vorteilhaften Entscheidungen führten.
Am Morgen des 9. kehrten die beteiligten italienischen Marineeinheiten und weitere Zerstörer und Lazarettschiffe zum Gefechtsfeld zurück und konnten noch 704 Überlebende der versenkten Schiffe retten. Das britische U-Boot Upholder torpedierte den mit der Bergung von Überlebenden beschäftigten Zerstörer Libeccio, der einige Zeit später im Schlepp sank. Die Force K erreichte Malta trotz Angriffen von italienischen Torpedoflugzeugen. Nur die Lively hatte im Nachtgefecht leichte Splitterschäden erlitten.
Am 23. November lief die Lance zusammen mit den übrigen Schiffen der Force K aufgrund von Berichten über einen Konvoi von Tarent nach Bengasi aus Malta aus. Da ein italienisches U-Boot das Auslaufen gemeldet hatte, sollten alle Konvois den nächsten Hafen anlaufen. Ein aus der Ägäis nach Bengasi bestimmter Geleitzug erhielt diesen Befehl nicht und wurde am 24. November 100 sm westlich von Kreta von der Force K angegriffen. Die deutschen Versorgungsschiffe Maritza (2910 BRT) und Procida (1842 BRT) wurden in Brand geschossen und versenkt, obwohl ihre Eskorte aus den italienischen Torpedobooten Lupo und Cassiopea der Spica-Klasse alles tat, um dieses Schicksal abzuwenden. In der Nacht zum 25. traf die Force K noch auf den Transporter Adriatico (1976 BRT), der ohne Geleitschutz von Reggio (Kalabrien) nach Bengasi lief und versenkte ihn.
Nach einer kurzen Liegezeit im Dock in Malta kehrte die Lance zu ihren Begleitaufgaben zurück. Am 17. Dezember wurde sie in das Erste Seegefecht im Golf von Syrte verwickelt, als die Force K den Einheiten der Mediterranean Fleet entgegenlief, um die Sicherung des Transporters Breconshire zu übernehmen. Das Gefecht endete ohne ein Ergebnis, da beide Seiten sich auf die Sicherung ihrer Geleite konzentrierten und diese beim Gegner nicht erkannten.

Der während des Gefechtes gestoppte italienische Geleitzug nach Nordafrika nahm nach dessen Abbruch seinen Marsch nach Tripolis wieder auf. Als die Briten dies erkannten, sollte die Force K mit den Kreuzern Neptune, Aurora und Penelope sowie den Zerstörern Kandahar, Lance, Lively und Havock am 19. Dezember versuchen, Teile des Konvois vor Tripolis zu stellen. Die Kreuzer liefen aber in eine neu gelegte italienische Minensperre. Neptune sank nach vier Minentreffern mit rund 550 Mann der Besatzung. Nur ein Überlebender konnte gerettet werden. Die ihr zur Hilfe eilende Kandahar lief ebenfalls auf eine Mine und wurde so schwer beschädigt, dass sie aufgegeben und nach der Übernahme der Besatzung von der inzwischen eingetroffenen Jaguar versenkt werden musste. Penelope wurde leicht beschädigt und von der Lively nach Malta eskortiert. Das schwer beschädigte Flaggschiff Aurora kehrte mit Lance und Havock als Sicherung zurück.
Im Januar 1942 war die Lance bei drei Versorgungsunternehmen für Malta im Einsatz. Bei diesen Operationen geleitete ein Einsatzverband der Mittelmeerflotte unter Konteradmiral Philip Vian mit Leichten Kreuzern und Zerstörern Transporter von Alexandria nach Westen bis nahe Malta. Die Force K lief einen Tag nach dem Geleit mit allen einsatzbereiten Schiffen und leeren Transportern aus und traf den vom Osten kommenden Verband am folgenden Tag. Man tauschte die Transporter und meist auch noch einen Zerstörer und kehrte dann zur jeweiligen Basis zurück.
So war die Lance vom 6. bis zum 8. Januar zusammen Lively, Jaguar und Havock an MF.2 beteiligt, mit dem der allein eingesetzte Transporter Glengyle (9919 BRT) Malta erreichte. Sikh ersetzte die Havock bei der Force K.
Das folgende Unternehmen MF.3 sollte vier Transporter nach Malta bringen. Der Verband Vians verlor auf dem Anmarsch das Schwesterschiff Gurkha der Lance durch ein deutsches U-Boot und einen Transporter mit Antriebsproblemen, den die Luftwaffe trotz Sicherung auf dem Weg nach Bengasi versenkte. Die Force K geleitete mit der wieder einsatzbereiten Penelope und den Zerstörern Sikh, Zulu, Lance, Lively sowie Legion und Maori im Austausch für Jaguar die drei verbliebenen Transporter Ajax, City of Calcutta (8063 BRT) und Clan Ferguson (7347 BRT) bis zum 19. nach Malta.
Beim im Januar letzten Nachschubunternehmen für Malta (MF.4) wurde die aus Alexandria im Schutz von drei leichten Kreuzern, einem alten Flakkreuzer und acht Zerstörern anmarschierende Breconshire (9776 BRT) von der am 25. in See gegangenen Force K mit Penelope sowie den Zerstörern Zulu, Lance, Legion, Lively und Maori aufgenommen, die dazu wieder zwei leere Transporter nach Osten begleitet hatten. Beim Zusammentreffen tauschten die Verbände neben den Transportern auch die Kingston gegen die Lance, die mit den Einheiten der Mittelmeerflotte am 28. Januar 1942 in Alexandria eintraf. Luftangriffe der Achsenmächte auf die britischen Verbände blieben erfolglos.
Mit der ab dem 12. Februar folgenden Versorgungsoperation MF.5 für Malta kehrte die Lance wieder zur Force K zurück. Der Konvoi war der bis dahin am stärksten gesicherte des Jahres. Der Flakkreuzer Carlisle und die Lance sowie drei Hunt-Zerstörer sicherten die Transporter Clan Campbell (7255 BRT) und Clan Chattan (7262 BRT), vier weitere Hunt-Zerstörer die Rowallan Castle (7798 BRT). Zusätzlich führte Vian einen Deckungsverband mit den Leichten Kreuzern Naiad, Dido, Euryalus und den Zerstörern Jervis, Kipling, Kelvin, Jaguar, Griffin, Havock, Hasty und Arrow. Der frühzeitig von der Luftaufklärung der Achsenmächte erkannte Geleitzug wurde ab dem 13. von deutschen Bombern angegriffen. Clan Campbell musste nach Bombentreffer Tobruk anlaufen. Kurz vor dem Zusammentreffen mit der Force K wurde Clan Chattan so schwer getroffen, dass der Transporter versenkt werden musste. Force K stieß mit dem Kreuzer Penelope und den Zerstörern Zulu, Sikh, Legion, Lively, Fortune und Decoy sowie vier leeren Transportern planmäßig zum Verband, der kurz danach bei einem weiteren Luftangriff mit der Rowallan Castle auch den letzten für Malta bestimmten Transporter durch Bombentreffer verlor. Force K kehrte nach dem Austausch von Decoy und Fortune gegen Lance wieder nach Malta zurück, wo der Verband ohne einen Transporter am 15. Februar eintraf. Auch Zulu, Sikh und Lively liefen mit Vians Verband und den leeren Transportern nach Alexandria, das am 16. ohne weitere Verluste erreicht wurde. Unbemerkt von den Briten befanden sich auch zwei italienische Verbände um das Schlachtschiff Caio Duilio mit zwei Kreuzern und sieben Zerstörern sowie zwei Schwere Kreuzer mit vier Zerstörern in See, die vergeblich nach den britischen Verbänden suchten.
Am 16. Februar ging die Lance in Malta zu Reparaturen auf die Werft.

### Karriereende
Den März 1942 verbrachte die Lance zu Reparaturen, deren Abschluss im April geplant war, im Dock. Am 5. April wurde sie während eines Luftangriffs auf die Docks von einer Bombe getroffen. Sie wurde von den Lagerböcken geworfen und lief teilweise voll Wasser. Am 9. April erlitt sie bei einem weiteren Luftangriff erneut Bombenschäden und die Arbeiten an ihr wurden eingestellt. Das Wrack wurde in der Folge geborgen und zum Chatham Dockyard in Kent geschleppt. Dort sollte eine Komplettuntersuchung den Reparaturbedarf für eine Rückkehr in den aktiven Dienst feststellen. Diese ergab, dass eine Reparatur sich wirtschaftlich nicht lohnte, und so wurde das Schiff als Totalverlust abgeschrieben. 1944 wurde die Lance auf die Verschrottungsliste gesetzt und zum Abwracken verkauft.